# Рустицкий, Осип Александрович
Осип Александрович Рустицкий (1839 — не ранее 1915) — российский хирург, заслуженный профессор. Ввёл термин «множественная миелома», которую называют также болезнью Рустицкого-Калера.

## Биография
Родился 4 (16) апреля 1839 года.
После окончания Херсонской гимназии в 1855 году поступил в университет Св. Владимира. В 1861 году окончил медицинский факультет университета со званиями лекаря и уездного врача. С 21 июля 1863 года состоял при университете ассистентом, с 30 марта 1865 года — ординатором; был помощником директора с 13 марта 1864 года по 1868 год.
В 1869 году с учёной целью находился за границей и вернувшись, в 1870 году защитил в Киеве докторскую диссертацию и снова отправился за границу. В период франко-германской войны 1870—1871 гг. заведовал лазаретом в Вейсенбурге, затем в Эперне. По окончании войны усовершенствовался в Вене, Вюрцбурге и Париже.
После возвращения в Россию, 4 марта 1874 года был назначен сверхштатным ординатором петербургской Александровской больницы; в начале следующего года, 30 января получил звание приват-доцента, а 2 мая — доцента хирургии университета Св. Владимира. С 9 октября 1886 года был, одновременно, ординатором киевской городской больницы.
С 12 сентября 1893 года — экстраординарный профессор кафедры оперативной хирургии с топографической анатомией Казанского университета; 6 июня 1897 года получил звание ординарного профессора, но с 24 июня, оставшись без вознаграждения в связи с выслугой 30 лет, вскоре вернулся в Киев, где с 15 января 1898 года был допущен к чтению лекций в университете Св. Владимира — «со всеми, кроме вознаграждения, служебными правами».
С 1 января 1911 года — действительный статский советник. Был награждён орденами Св. Станислава 2-й ст. (1905), Св. Владимира 4-й ст. (1908).